# 진 세구라
진 카를로스 엔리케 세구라(Jean Carlos Enrique Segura, 1990년 3월 17일 ~ )는 도미니카 공화국의 야구 선수이다.

## 선수 시절

### 아마추어 시절
1990년에 도미니카 공화국의 산 후안에서 태어난 세구라는 2007년에 로스앤젤레스 에인절스 오브 애너하임과 아마추어 자유 계약을 체결했다.

### 로스앤젤레스 에인절스 시절
로스앤젤레스 에인절스에 입단한 후 2011년 11월 8일에 40인 로스터에 등록되었고, 2012년에는 더블A 레벨에서 첫 69경기에 출장하여 0.287의 타율과 25개의 도루를 기록하면서 2012년 올스타 퓨처스 게임에 참가하게 되었다. 이러한 활약을 바탕으로 메이저리그로 콜업이 되었고 7월 24일에 진행된 캔자스시티 로열스와의 경기에 출전하면서 메이저리그 데뷔전을 치르게 되었다.

### 밀워키 브루어스 시절
로스앤젤레스 에인절스에서 1경기에 출전한 후 7월 27일에 잭 그레인키를 상대로 2명의 유망주와 함께 밀워키 브루어스로 트레이드 되었다. 트레이드 직후 마이너 리그로 이동하여 8경기를 출전한 후, 남은 시즌을 메이저리그에서 보냈고, 44경기에 출전하여 0.264의 타율과 14개의 타점과 7개의 도루를 기록하였다. 시즌 종료 후에는 도미니칸 윈터 리그에 참가하였고, 2013년에는 개막전 유격수로 낙점을 받게 된다. 이 시즌에는 146경기를 주전 유격수로 출전하면서 0.294의 타율과 12개의 홈런과 44개의 도루를 기록하였다. 그리고 이러한 활약을 바탕으로 그 해에 아메리칸 리그 올스타에 선정되었다. 하지만 이후에는 2시즌 동안 288경기에 출전하여 0.252의 타율과 11개의 홈런과 45개의 도루를 기록하는 등 부진한 모습을 보였다.

### 애리조나 다이아몬드백스 시절
2016년 1월 30일에 타일러 와그너와 함께 애리조나 다이아몬드백스로 트레이드되었다. 그리고 그 해에 153경기에 출전하여 0.319의 타율과 20홈런과 203안타, 33도루를 기록하면서 팀의 1번 타자로 활약하였고, 시즌 종료 후에는 내셔널 리그 MVP 투표에서 13위를 차지하였다.

### 시애틀 매리너스 시절
2016년 시즌이 종료된 후 12월 23일에 미치 해니거, 잭 커티스와 함께 시애틀 매리너스로 트레이드 되었고, 2017년 시즌 중 5년 7000만 달러의 연장 계약을 체결하였다. 그리고 그 시즌에 0.300의 타율과 11홈런과 22도루를 기록하였다. 2018년 시즌에도 144경기에 출전하여 0.304의 타율과 10개의 홈런과 20개의 도루를 기록하는 등 뛰어난 활약을 하였고, 이 시즌에는 아메리칸 리그 올스타로 선정되었다. 시즌 종료 후 소속팀인 시애틀 매리너스가 리빌딩 단계에 돌입하면서 그 해 12월 3일에 필라델피아 필리스로 트레이드 되었다.

### 필라델피아 필리스 시절
2018년 12월 3일에 J.P. 크로포드와 카를로스 산타나를 상대로 후안 니카시오, 제임스 파조스와 함께 필라델피아 필리스로 트레이드 되었다. 필라델피아 필리스로 이적한 후에는 기존 주전 유격수인 디디 그레고리우스의 존재로 인해 2루수로 포지션을 변경하였고,  첫 시즌인 2019년에는 2번과 4번 타순에서 주로 출전하여 0.280의 타율과 12개의 홈런과 10개의 도루를 기록하였다. 2020년에 코로나19로 인해 진행된 단축 시즌에는 54경기에 출전하여 0.266의 타율과 7개의 타율과 25개의 타점을 기록하였다. 2021년에는 131경기에 출전하여 0.290의 타율과 14개의 홈런과 9개의 도루, 그리고 58개의 타점을 기록하였다. 계약의 마지막 해인 2022년에는 오른 검지 골절, 왼쪽 사타구니 염좌 등의 부상으로 인해 98경기에 출전하였고 0.277의 타율과 10개의 홈런과 13개의 도루를 기록하였다. 시즌 종료 후에 소속 팀인 필라델피아 필리스가 구단 옵션을 거부하면서 FA 자격을 취득하게 되었다.

### 마이애미 말린스 시절
시즌 종료 후 FA 자격을 취득하였고, 12월 28일에 마이애미 말린스와 2년 1700만 달러의 계약을 체결하였다. 하지만 계약 첫해인 2023년 시즌에 85경기에 출전하여 0.219의 타율을 기록하는 등 부진했다. 그 결과 8월 1일에 조쉬 벨을 상대로 칼릴 왓슨과 함께 클리블랜드 가디언스로 트레이드 되었고, 트레이드 직후 가디언스에서 방출되었다.

## 수상 경력
- 2016년 내셔널 리그 최다 안타 1위
- 내셔널 리그 올스타 1회 (2013년)
- 아메리칸 리그 올스타 1회 (2018년)